# Altopiano di Dieng

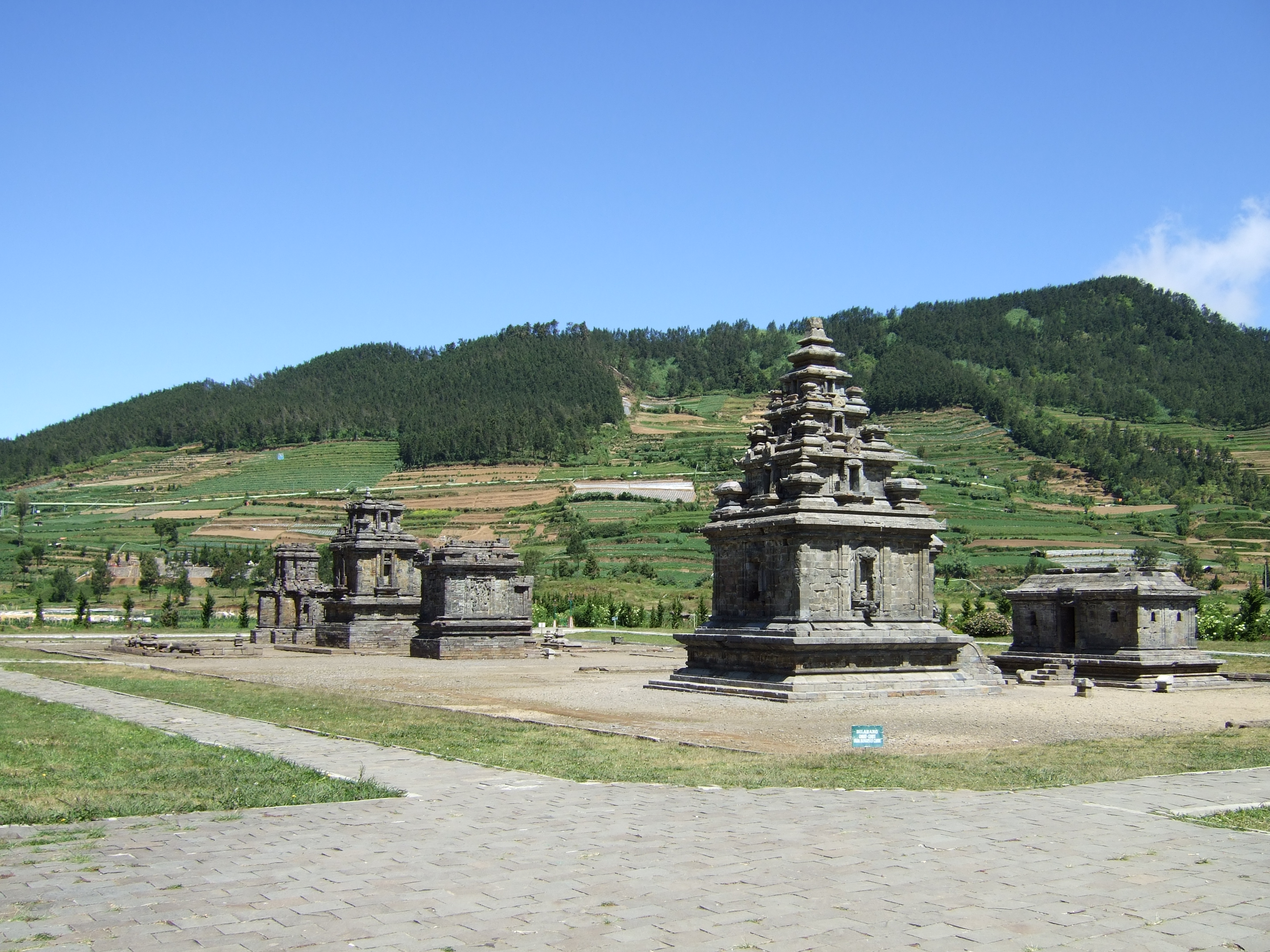
Complesso del tempio Dieng

L'Altopiano di Dieng (in Lingua indonesiana: Dataran Tinggi Dieng) fa parte di un complesso vulcanico a Wonosobo e Banjarnegara, Giava Centrale in Indonesia.
Chiamato "Dieng" dagli indonesiani, si trova a 2.565 metri sul livello del mare, lontano dai principali centri abitati. 
Il nome "Dieng" deriva da Dihyang che significa "luogo degli antenati o dei".
Gli indù consideravano altopiano di Dieng un luogo sacro e vi costruirono 400 templi, tuttavia, ne sono stati conservati solo otto. I templi eretti dalla Dinastia Sanjaya erano dedicati a Shiva e assomigliano un po'all'architettura Pramban.